# 帛黎
亚历山大·特奥菲尔·帛黎（法語：Alexandre Théophile Piry，1851年2月28日—1918年6月28日），清末民初時掌有中國郵政大權的法國人。帛黎一家三代都曾在中國海關任職。

## 經歷
生於法國南特一個工人階級家庭。1869年，來到中國，充任福州船政學校敎員。1873年（同治十二年），賞五品銜，予雙龍獎牌。1874年，調充江海關稅務幫辦。1875年至1877年，任同文館法文教習。1878年在北海海關以幫辦代理關務。1882年在北京總稅務司署代理漢文文案。1886年奉調朝鮮海關。1888年，任北京總稅務司署襄辦漢文案副稅務司。1889年任代理稽查賬目稅務司。1893年（光緒十九年），晉三品銜，調職北京，遷稅務司。1896年（光緒二十二年），清政府議行郵政，以總稅務司赫德兼領其事，帛黎實際主事。在各都會、省城、通商口岸等地設置郵局，命為“大淸郵政”。同年，任拱北海關稅務司。1901年，遷郵政總辦，晉二品銜，並於蕪湖設置代辦局。1903年（光緒二十九年），河南、山東、山西、貴州設置副總局。從始內地城鄉村鎮，遍設街郵。當時大清國尚未加入萬國郵政公會，帛黎已與日本及英屬印度、香港聯約試行。1904年（光緒三十年），賞雙龍三等第一寶星。1905年（光緒三十一年），帛黎與法、德及英屬那達商定聯郵章程。帛黎先後設立郵政局六百餘間，代辦四千二百餘所。1911年（宣統三年）5月，郵政從海關改隸郵傳部，設郵政總局。帛黎獲郵傳部尚書盛宣懷推薦，就任爲郵政總辦。但帛黎的英文職稱卻是Postmasters General，相當於英國、美國的郵政部長。

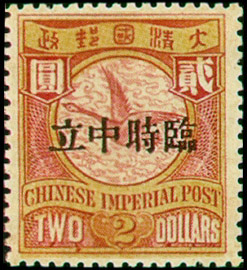
加蓋「臨時中立」郵票

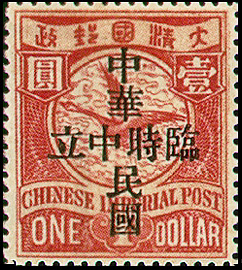
加蓋「中華民國臨時中立」郵票

數月後，辛亥革命暴發。1912年1月1日，中華民國建立，孫中山在南京組建臨時政府。得到法國支持的郵政總辦帛黎，仍然掌握郵政大權，對臨時政府持觀望態度，遂在前清郵票上加蓋「臨時中立」四字，孫中山立刻抗議。同年3月，又改為加蓋「中華民國臨時中立」，同樣遭到各界反對。帛黎最終被迫停止發行這些郵票。
當時中國的郵權一直由外國把持，帛黎不肯任用回國的華人留學生，於是馮農等留學生聯合郵局內的華人員工組成「中華全國郵政協會」，要求帛黎辭職，爭取收回郵權。帛黎一方面禁止員工參加郵政協會，批評郵政協會「造作無根之語，簽布華人傳單……此等謬誤之舉，意在抨擊郵政機關……」；另一方面採用分化政策，任用部份華人留學生，最後事件無疾而終。
1915年6月，帛黎因病回到法國。1917年6月11日，正式退休，郵政總辦一職由法國人鐵士蘭繼任。1918年7月10日卒。北洋政府交通部，奉大總統、國務總理令，中國所有郵局於8月9日下半旗致哀。

## 影響
帛黎來自法國，因而比照法國當時的郵政用色，決定以綠色為大清郵政主色。從此台灣及中國大陸的郵局就沿用綠色為代表色。

## 著作
- Le Saint Edit: Etude De Litterature Chinoise (1879)《聖諭廣訓》帛黎翻譯的中法對照本
- The trade and administration of the Chinese empire（1908）《中朝制度考》馬士、卜航濟、帛黎合著

## 延伸阅读
[在维基数据编辑]
 《清史稿·卷435》，出自趙爾巽《清史稿》